# Essiv–formalis
Essiv–formalis är ett grammatiskt kasus som förekommer i ungerska och manchuiska och som kombinerar essiv och formalis. Det kan uttrycka position, uppgift, tillstånd (exempelvis ”som en turist”) eller sätt (exempelvis ”som ett jagat djur”). Statusen av suffixet -ként i deklinationssystemet är omtvistad av flera skäl. För det första, i allmänhet, är ungerska kausala suffix absolut ord-finala, medan -ként medger ytterligare suffixation av lokativsuffixet -i. För det andra förekommer de flesta ungerska kausala suffix i vokalharmoni, medan -ként inte gör det. Av dessa skäl anser många moderna analyser av det ungerska kausala systemet, som börjar med László Antals "A magyar esetrendszer" (1961), inte att essiv–formalis är ett kasus.